# Franc Arko
Franc Arko, slovenski filmski režiser in scenarist, * 1953, † november 2021.
Absolviral je režijo na AGRFT v Ljubljani. Do leta 1980 deloval kot asistent režije pri celovečernih in kratkih filmih, zatem pa kot režiser oddaj na RTV Slovenija.

## Delo

### Filmografija
- Novi duh (1977)
- Železniška postaja v Ljubljani (1977)
- Peter in Petra (1996)
- Mostovi mojega dedka (1998)
- Peta hiša na levi (2000)
- Šolarček (2001)
- Temna stran Lune (2006)

### Scenarij
- Novi duh (1977),
- Železniška postaja v Ljubljani (1977),
- Peter in Petra (1996),
- Mostovi mojega dedka (1998),
- Temna stran Lune (2006).

### Asistent režije
- Bele trave (1976),
- Ubij me nežno (1979).

### Režija oddaj Televizije Slovenija
- Periskop
- Mladi za mlade
- Moj pogled na znanost
- (Ne)znana poglavja slovenske zgodovine